# TTL 7422

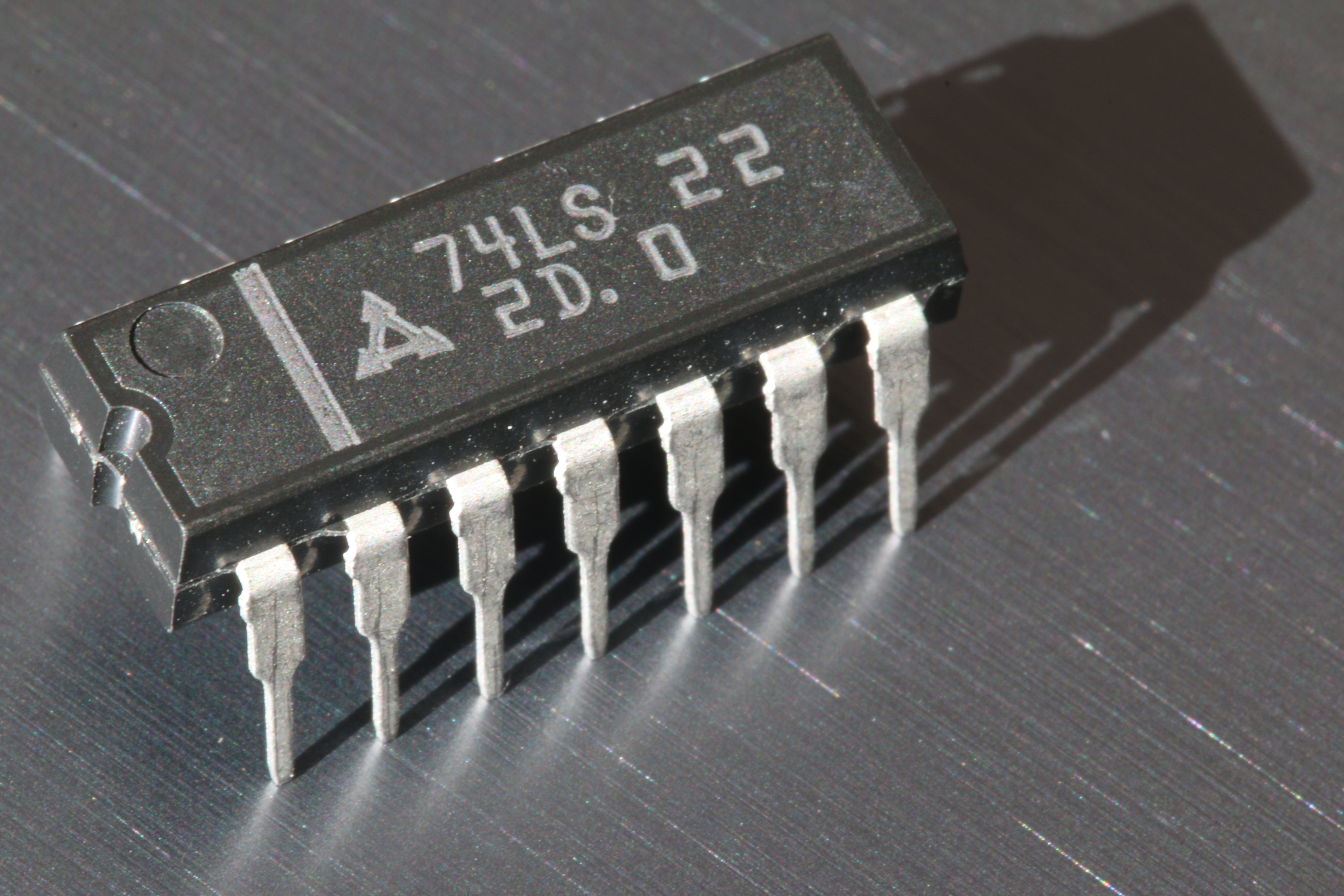
Circuito integrado 7422 (74LS22 da Panasonic)

O circuito TTL 7422 é um dispositivo TTL encapsulado em um invólucro DIP de 14 pinos que contém duas portas NAND de quatro entradas com coletor aberto.
As portas apresentam funcionamento independente. Os coletores abertos necessitam de resistores pull-up para realizarem as operações lógicas de modo apropriado.

## Tabela-verdade
{\displaystyle /Y={\overline {ABCD}}}
| A (entrada) | B (entrada) | C (entrada) | D (entrada) | /Y (saída) |
| ----------- | ----------- | ----------- | ----------- | ---------- |
| 0           | X           | X           | X           | Z          |
| H           | L           | X           | X           | Z          |
| H           | H           | L           | X           | Z          |
| H           | H           | H           | L           | Z          |
| H           | H           | H           | H           | L          |

H (nível lógico alto)
L (nível lógico baixo)